# Nick van der Lijke
Nick van der Lijke, né le 23 septembre 1991 à Middelbourg, est un coureur cycliste néerlandais.

## Biographie

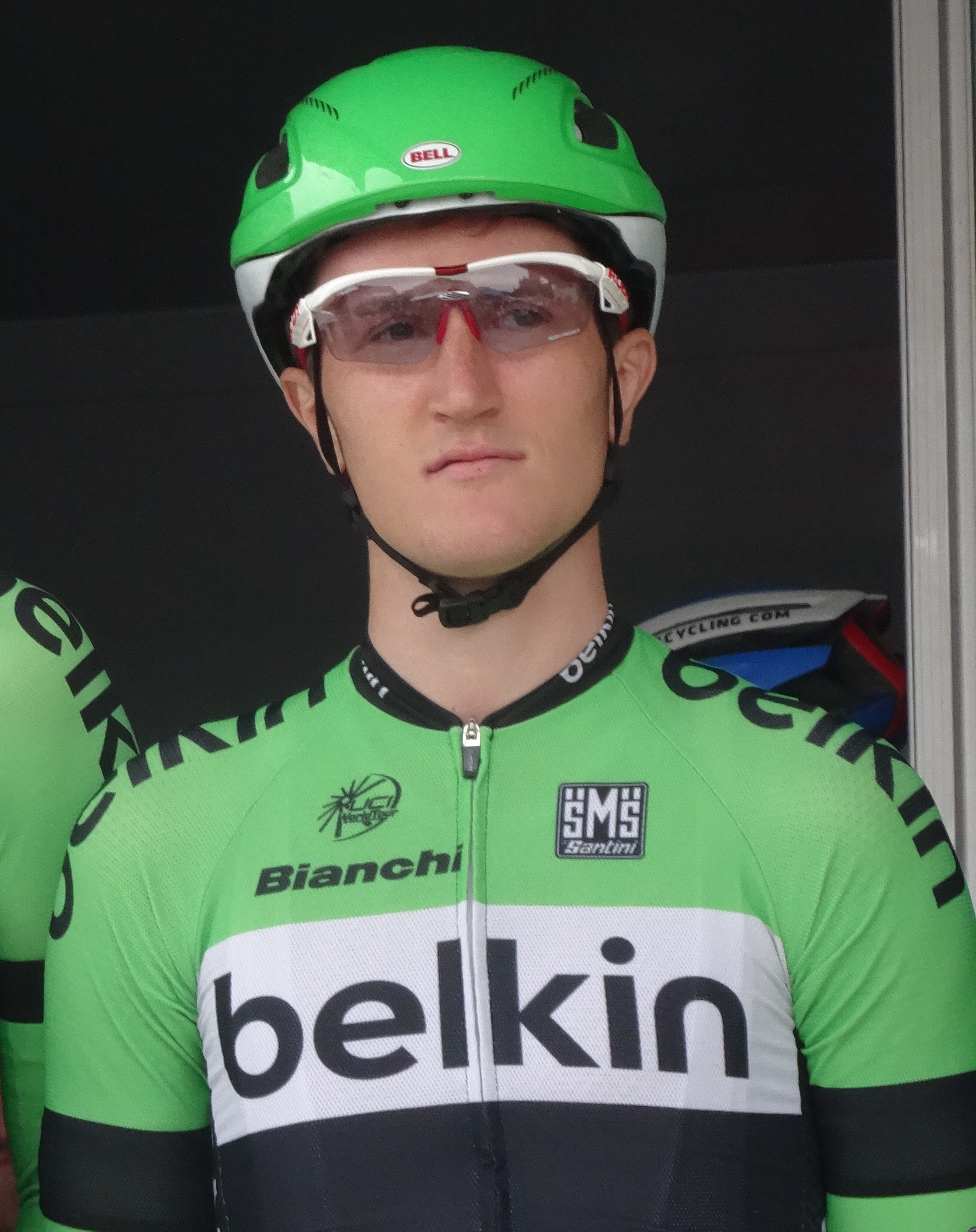
Nick van der Lijke lors du Circuit du Houtland 2014.

Nick van der Lijke termine deuxième en 2007 du championnat des Pays-Bas sur route cadets (moins de 17 ans). Un an plus tard, il monte sur le podium du classement général du Ronde van Antwerpen et la  West Brabantse Pijl, deux courses par étapes juniors (moins de 19 ans). En 2009, il termine sixième du Giro della Lunigiana. Pour la saison 2010, il signe un contrat avec l'équipe Rabobank Continental. Lors de la saison 2012, il remporte une étape et le classement général du Tour de Gironde, ses premières victoires sur le circuit UCI Europe Tour. En 2013, il obtient de nombreuses places d'honnet et gagne le Kreiz Breizh Elites.
En 2014, il passe professionnel au sein de l'équipe World Tour Belkin. En 2015, il participe au Tour d'Italie et se classe 86e. En 2016, il quitte le World Tour et rejoint la formation Roompot-Oranje Peloton, avec qui, il termine troisième et meilleur jeune du Tour des Fjords. Au mois de septembre, il prolonge son contrat. En 2017, il prend la deuxième place du classement de la montagne du Tour de Suisse.
Parallèlement à sa carrière sur route, il participe à des compétitions derrière derny sur piste. En 2017, il devient champion des Pays-Bas de course derrière derny. L'année suivante, il est champion d'Europe de course derrière derny derrière son entraîneur René Kos. En 2019, il ne peut défendre son titre européen, puisqu'il est tombé au mois de mai lors la première étape du Tour de Norvège et doit être opéré à l'épaule.
En août 2019, pour son retour à la compétition, il termine troisième de la Veenendaal-Veenendaal Classic.
En 2020, il rejoint l'équipe continentale danoise Riwal Readynez. Au mois d'août, il se classe quatorzième du championnat des Pays-Bas sur route. Sélectionné pour représenter son pays aux championnats d'Europe de cyclisme sur route organisés à Plouay dans le Morbihan, il termine trente-quatrième de la course en ligne. Le même mois, il est huitième de la Course des raisins (une épreuve belge disputée à Overijse) et vingtième de la Brussels Cycling Classic.
En 2021, il remporte pour la deuxième fois le Kreiz Breizh Elites, après sa victoire en 2013. 

## Palmarès sur route

### Par années
- 2007
  - 2e du championnat des Pays-Bas sur route cadets
- 2009
  - 2e étape de La Cantonale Juniors
  - 2e de La Cantonale Juniors
- 2012
  - Tour de Gironde :
    - Classement général
    - 1re étape
- 2013
  - Beverbeek Classic
  - Kreiz Breizh Elites :
    - Classement général
    - 2ea étape (contre-la-montre)

  - 2e du Tour de Bretagne
  - 3e du Tour de Gironde
  - 3e du Grand Prix de la Somme
- 2016
  - 3e du Tour des Fjords
- 2017
  - 3e de la Volta Limburg Classic
- 2019
  - 3e de la Veenendaal-Veenendaal Classic
- 2021
  - Kreiz Breizh Elites

### Résultats sur les grands tours

#### Tour d'Italie
1 participation
- 2015 : 86e

### Classements mondiaux
| Année                                 | 2011 | 2012 | 2013 | 2014 | 2015 | 2016 | 2017 | 2018 | 2019 | 2020 | 2021 | 2022 | 2023  |
| ------------------------------------- | ---- | ---- | ---- | ---- | ---- | ---- | ---- | ---- | ---- | ---- | ---- | ---- | ----- |
| Classement mondial                    |      |      |      |      |      | 712e | 527e | 492e | 461e | 541e | 262e | nc   | 2102e |
| UCI Europe Tour                       | 998e | 190e | 22e  |      |      | 437e | 376e | 311e | 359e | 440e | 223e | nc   | nc    |
| UCI Asia Tour                         | nc   | 105e | nc   |      |      | nc   | nc   | nc   |      |      |      |      |       |
|                                       |      |      |      |      |      |      |      |      |      |      |      |      |       |
| Légende : nc = non classéSource : UCI |      |      |      |      |      |      |      |      |      |      |      |      |       |

## Palmarès sur piste
- 2017
  -  Champion des Pays-Bas de course derrière derny
- 2018
  -  Champion d'Europe de course derrière derny